# チャコ戦争

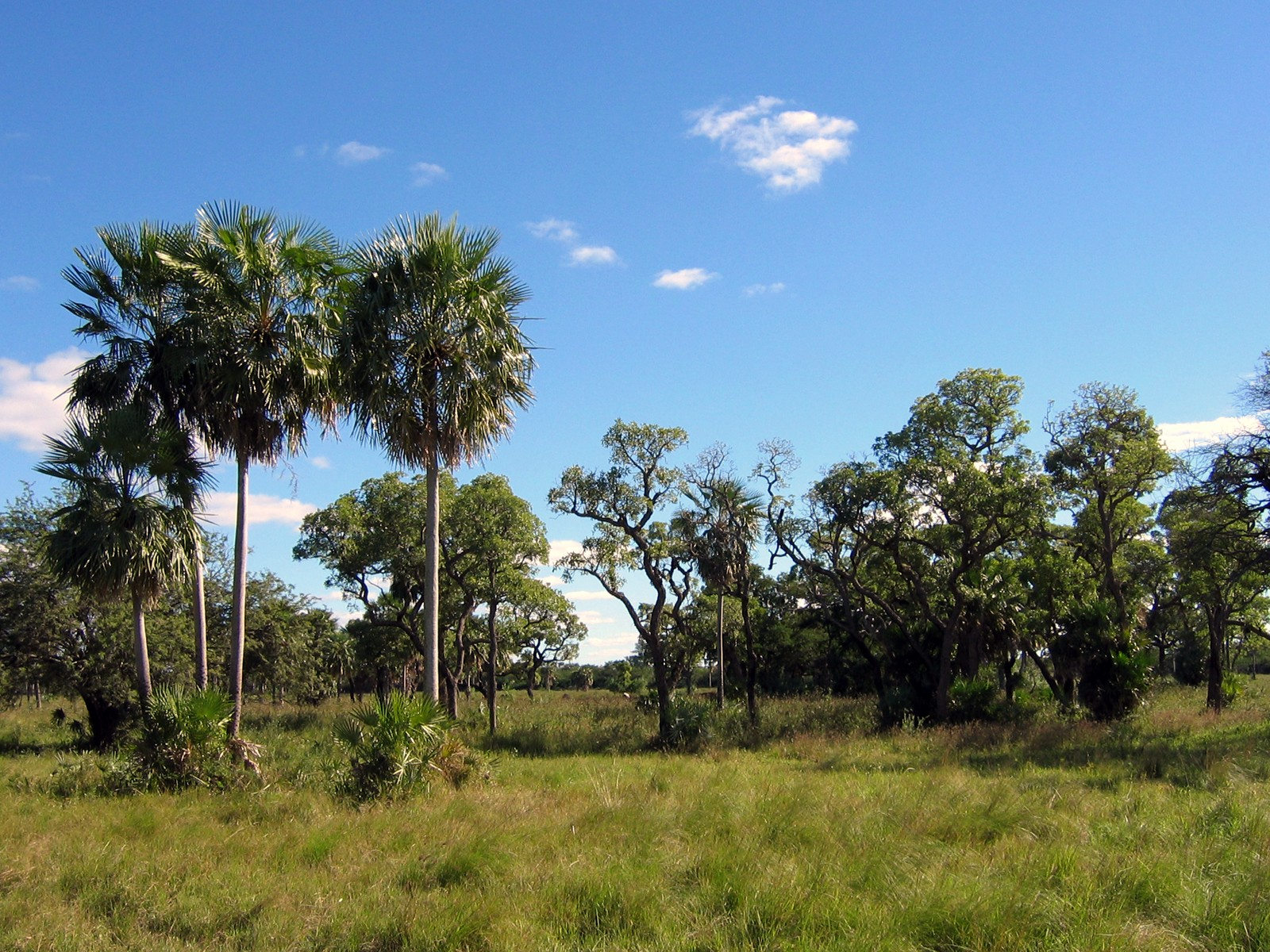
チャコ戦争の舞台となったチャコ地方（パラグアイ）の風景

チャコ戦争（チャコせんそう、スペイン語: Guerra del Chaco、グアラニー語:Cháko Ñorairõ）は、1932年から1938年にかけてボリビアとパラグアイの間で行なわれた戦争。グラン・チャコ戦争（スペイン語: Guerra del Gran Chaco）とも。両国の未確定国境地帯であったグラン・チャコに石油の埋蔵があるという仮説を受けて、その地域の国境を確定させ、また国土拡大の為にボリビアの先制攻撃で始まったが、戦闘はパラグアイが優勢となった。
周辺国とアメリカの仲介によるブエノスアイレス講和条約で戦争は終結した。パラグアイはグラン・チャコ全域の支配権を得て領土を拡張し、一方でボリビアはパラグアイ川への河川交通アクセス権を得て、硝石戦争以来の水運を確保した。しかし、この戦争で両国は疲弊し、軍部の革命などに繋がった。

## 背景
元々ボリビアとパラグアイの境界に位置するグラン・チャコは、植民地時代からチャルカスの高等司法院（ボリビア側）とアスンシオン総督（パラグアイ側）の間で領有権が争われていたのだが、その対立が独立以降に持ち越された形となって領土問題ははじまった。
1879年の太平洋戦争に負けて海への出口を失っていたボリビアは、パラグアイ川を独占的に使って大西洋側への自由なアクセスを得たいと願っていた。一方、パラグアイは1870年に終結した三国同盟戦争による壊滅的な被害からようやく立ち直りつつあり、領土拡大を欲するようになっていた。
そのような中、アンデス山脈の麓で石油がとれることがわかり、ボリビア南東部のチャコ地方に大量の石油が埋蔵されているという仮説が立てられた。この利権は、敗戦からの立ち直りのために双方とも是が非でも必要なものであり、パラグアイはメノナイト教徒などの移民を誘致して領有権を固めようとする一方でボリビアも要塞を建設するなど実効支配に取り組み出した。1931年7月には国交を断絶し、1932年6月15日、ついに両国の間に戦争が起こった。当時パラグアイ政府はロイヤル・ダッチ・シェル社と結びついており、ボリビア政府はスタンダード・オイル社と結びついていたことより、石油メジャーの代理戦争とも言われた。

## 経過
ピシャンチューラ湖事件
ボリビアは戦争の参謀として第一次世界大戦で活躍したドイツ人将校を起用し、ドイツ軍出身のハンス・クントが総司令官として全軍を指揮していた。一方、パラグアイ軍はロシア帝国から亡命した白軍軍人が参謀となっていた。兵員数では25万人対15万人と、ボリビア軍のほうがパラグアイ軍をだいぶ上回っていた。さらに、ボリビアは戦車を導入するなど、近代的な軍を持っていたのに対し、パラグアイ軍の戦い方はゲリラ戦のような、前近代的な点が多かった。
戦争はボリビア軍が不意を突く形で始まった。それまでにも国境付近のパラグアイの要塞を攻撃することはあったが、本格的な侵攻はこれが初めてだった。気候風土がそれぞれ全く異なるボリビア中から兵士が徴兵され、外国製の最新兵器を手にボリビア軍はグラン・チャコに侵攻していき、1932年6月15日には瞬く間に要衝のカルロス・アントニオ・ロペス要塞を攻略した。
ボリビア軍は兵器の最新性と数を頼みにしていたが、国民統合という点では国民の約9割がメスティーソというパラグアイ人の方に分があった。この国民統合はパラグアイ人の驚くほどの団結力を生み出し、さらにホセ・フェリックス・エスティガリビア中佐とエウセビオ・アヤラ大統領の軍と政治家のトップが優秀で、しかも互いに理解のあるコンビだったことはパラグアイにとって幸運だった。また、チャコ地方に古くから暮らしているグアラニー族の人々は、パラグアイに帰属している人のほうが多く、土地勘などの面でもパラグアイに優位性があった。一方、ボリビア軍には、チャコ地方とは気候風土が全く違うアンデス地域の人たちが多くいた。たとえば、戦車兵は暑さに耐えきれず、開閉部のドアを開けたまま走行したため、そこに攻撃されるといった事態が続出したという。
第一次パラグアイ攻勢
パラグアイ軍は一ヵ月後の1932年7月15日にはカルロス・アントニオ・ロペス要塞を、その二ヵ月後にはボケロン要塞を奪還する(ボケロンの戦い、1932年9月7日～29日)。11月、キロメトロ7の戦い。
ボリビア攻勢
1933年1月、第一次ナナワの戦い。2月、カンポ・ホルダンの戦い。7月、第二次ナナワの戦い及びゴンドラの戦い。8-9月、カンポ・グランデの戦い。
第二次パラグアイ攻勢
そして11月にカンポ・ビアの戦いでパラグアイが勝利すると、戦線はボリビア領内に移行した。この戦いでボリビア軍から接収した兵器や弾薬の量は開戦時のパラグアイ軍のそれを上回っていたといわれている。
停戦
1933年12月19日に20日間の停戦が合意されたが、年明けの1月6日に停戦が切れると戦闘が再開された。
第三次パラグアイ攻勢
1934年5月、カニャーダ・ストロンゲストの戦い。
戦争後期の戦闘
1935年4月には初めてボリビア領の都市チャラグアを占領したが、これがパラグアイ軍の限界だった。
一方開戦以来負け続けていたボリビア軍だったが、こうしてパラグアイ軍がアンデス地方に迫ってくると話が違ってきた。既にパラグアイの財政は戦費で破綻寸前になっていたうえ、アンデスの気候がパラグアイ軍にとって厳しいものとなり、萌芽が見えたボリビアのナショナリズムはボリビア軍に英雄的な戦いをさせた。パラグアイ軍は攻めあぐね 、ボリビア東部の主要都市であるサンタクルスにたどり着く気配は一向に見えなかった。
このようにしてお互いに攻め手にかけ、戦線が膠着状態に陥った。こうして1935年6月、アルゼンチンの仲介により休戦条約が結ばれ、ここでようやく実質的な戦闘は終了した。

## ブエノスアイレス講和条約

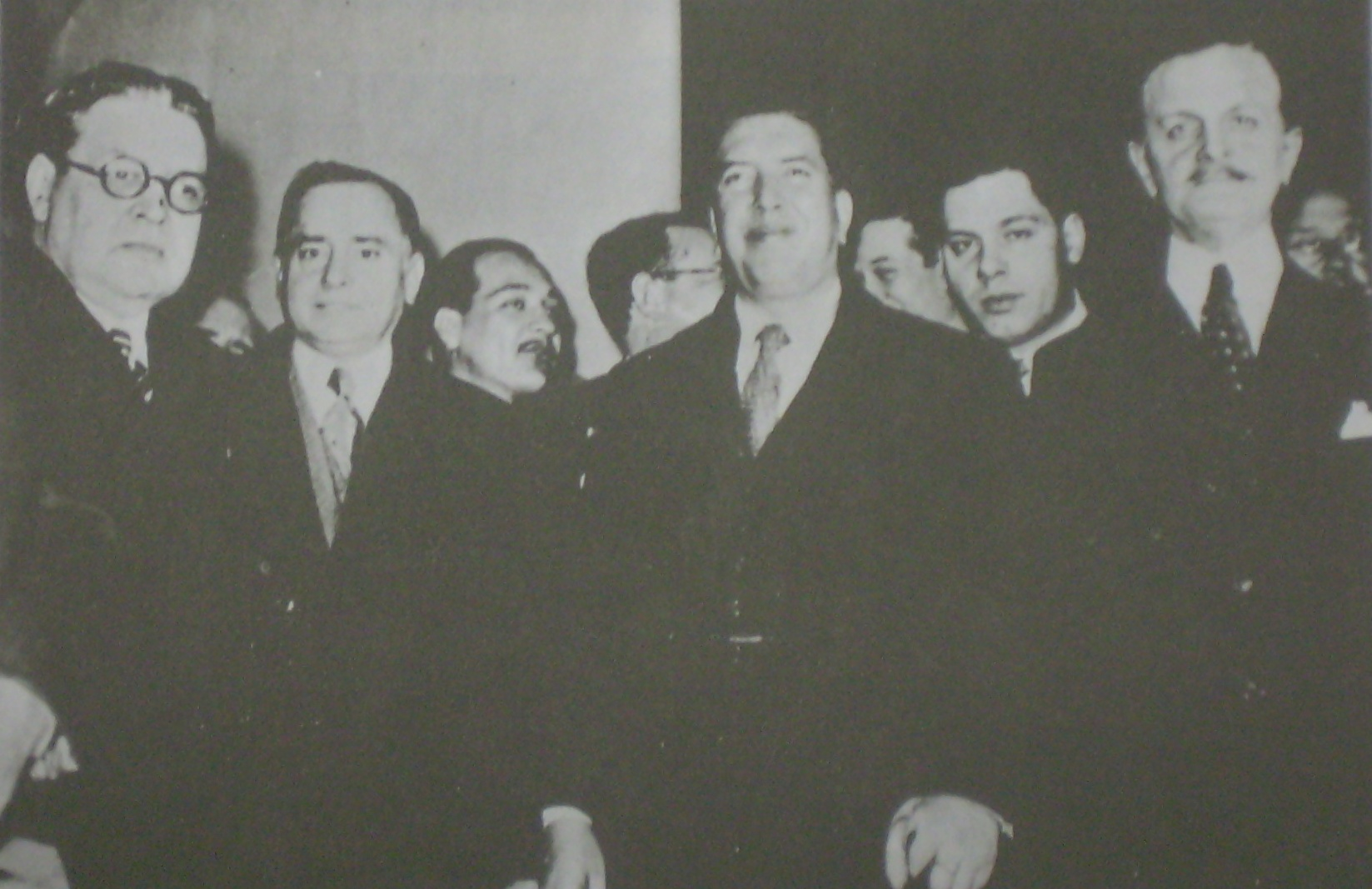
講和条約締結に臨む各国代表

1938年7月21日、ボリビアとパラグアイの間でブエノスアイレス講和条約が結ばれた。米州の有力諸国であるアルゼンチン・ブラジル・ウルグアイ・チリ・コロンビア・ペルー・アメリカ合衆国が中立の立場として講和を仲介した。この講和条約によって、広大なチャコ地方はパラグアイに帰属することが決まったが、チャコ地方は経済的にはあまり豊かな土地ではなく、失ったものに比べればパラグアイの得たものは少なかったと言えるだろう。
国境線はほぼパラグアイの主張通りに決定されたが、ボリビアはパラグアイ川につながる小さな領土（プエルト・ブッシュ）を獲得している。ボリビアの地図をよく見ると東側に小さく飛び出した部分があるが、これがその領土である。この領土とパラグアイ川を使ってボリビアは大西洋への水路を得たのであるが、現在はこの水路による流通はあまり重要なものとはなっていない。
この講和に力を尽くしたアルゼンチンの政治家、カルロス・サアベドラ・ラマス (Carlos Saavedra Lamas) は、1936年にラテンアメリカ初のノーベル平和賞受賞者となっている。

## 結果
チャコ地方は高温で水の乏しい地域であり、戦闘は過酷なものであった。両軍は敵との戦いとともに、マラリア等の病気とも闘わなければならなかった。ボリビア側には5万人から6万人、パラグアイ側には4万人の死者が出たとも言われている。当時のボリビアの人口はおよそ300万人とされているので、国民50人に1人がこの戦争で命を失ったことになる。
結局、チャコ地方で石油は現在まで発見されていない。ボリビアが死守した、アンデス山脈に近いカミリでは若干ながら石油・天然ガスの採掘が現在でも行なわれている。
元々南米で一、二を争うほど貧しかった両国は戦争によりさらに疲弊し、戦後政情不安が続いた。そして両国ともこの戦争で活躍した青年将校が主役となって社会主義的、あるいは国家社会主義的な政治が進んだ。1936年にクーデターで政権を握った革命二月党のラファエル・フランコ大佐をはじめとするパラグアイの軍人は、それまでの政治家が考えなかった社会改革を考え、農地改革を行って貧農に土地を分配し、国家労働局を設立して労働者を保護しようとした。さらに、ナショナリズムの観点からフランシスコ・ソラーノ・ロペスの名誉回復も急速に進んだ。一方ボリビアの軍人や知識人は敗戦の理由を国民意識が成立していないことだと考え、ラテンアメリカ初となった外国資本（スタンダード・オイル社）の国有化や、ボリビアのアイデンティティ模索が始まることになる。
このことはボリビアでは1952年のボリビア革命に、パラグアイではアルフレド・ストロエスネルの長期独裁に繋がった。

## 余談
グラン・チャコ地域は水の乏しい地域であり、地域唯一の泉が泥水であるということが殆どだった。しかし、そんな中でもマテ茶で濾過したテレレを飲んだパラグアイ兵は体調を悪くすることなく戦い続けたという。このためパラグアイでは勝利はマテ茶のおかげだと信じられている。
2015年、パラグアイの退役軍人アナクレト・エスコバル（Anacleto Escobar）は、100歳の誕生日にパラグアイ政府から家を贈られた。これは、チャコ戦争でのエスコバルの功績をたたえてのものである。

## ボードゲーム
- Bruce Farcau【The Chaco war】,Command magazine No.12,XTR games
- Frank Chadwick 【Chaco】,GDW games
- Perry Moore 【Nanawa】,Firefight games